# Freedom Fighters
Freedom Fighters ist das dritte Computerspiel des dänischen Entwicklerteams IO Interactive, welches für die Hitman-Reihe bekannt geworden ist. Das Spiel ist erhältlich für Windows, Xbox, GameCube und PlayStation 2. Es ist 2003 zwischen Hitman 2: Silent Assassin und Hitman: Contracts erschienen, wobei als Easter Egg bereits in Hitman 2: Silent Assassin auf einem Computer-Bildschirm einer der ersten Screenshots von Freedom Fighters sichtbar ist. Außerdem wurde eine Mission in Hitman aus dem Jahr 2016 nach dem Spiel benannt.

## Die Handlung
Freedom Fighters spielt in einer fiktiven Geschichte. Dort wurde der Zweite Weltkrieg durch die Sowjets mit einem Atombomben-Abwurf auf Berlin beendet. Daraufhin begann sich die Sowjetunion unaufhaltsam in den Westen zu entwickeln und „heute“ im Jahr 2003 ist es geschehen, dass Sowjet-Truppen in die USA eingedrungen sind und nun eine unaufhaltsame Welle von Zerstörung durch das Land zieht. Eines der ersten Ziele der Sowjets: New York.
Die Hauptfigur des Spiels ist der ganz normale Klempner Christopher Stone, dessen Bruder Troy ihm stets von der beunruhigenden Entwicklung und von einer möglichen Invasion erzählt, doch Chris interessiert das nicht. Er glaubt an keine Invasion. Aber als Soldaten seinen Bruder kidnappen, Hubschrauber in Menschenmengen schießen und Panzer die Stadt zerstören, durchlebt er einen extremen Wandel. Er schließt sich dem Widerstand an und wird zu einem Freiheitskämpfer, der gemeinsam mit anderen widerständischen Bürgern New Yorks versucht eine größere, besser ausgebildete und gnadenlose Armee mit Guerilla-Taktiken aus New York zu vertreiben. Es entwickelt sich eine Geschichte über Zusammenhalt, Liebe und Verrat. Christopher Stone selbst wird zum gefürchtetsten Feind der Sowjets, in den Medien bekannt als „Freedom Phantom“ (Freiheitsphantom).

## Ein Third-Person-Shooter
Freedom Fighters ist ein relativ unbekannt gebliebener, aber aufwändig inszenierter und intelligent aufgebauter TPS (Third-Person-Shooter) mit taktischen Elementen. Der Spieler versetzt sich in den genannten Christopher Stone und steuert ihn aus einer „über-Schulter-Perspektive“ durch die Straßen des zerstörten New Yorks. Man kann die typischen Bewegungen wie Kriechen, Springen und Klettern ausführen und außerdem gibt es die Möglichkeit über „Kimme und Korn“ genauer zu zielen, wobei man jedoch langsamer wird. Gameplaytechnisch könnte es sich also eigentlich ebenso um einen Ego-Shooter handeln. Interessant wird das ganze nun also durch die Feinde und Kameraden. Wichtig ist, dass das Spiel sehr taktisch angelegt ist, weil es möglich ist, ein Team von bis zu zwölf Mann zu befehligen und es zumindest auf dem höchsten Schwierigkeitsgrad nötig ist, sie alle richtig einzusetzen.

## Das taktische Element
Alle Kämpfer im Spiel werden von einer guten KI gesteuert, die vom Schwierigkeitsgrad abhängt. Die Feinde suchen Deckung, klettern über Kisten, werfen Granaten und koordinieren sogar Angriffe miteinander. Ebenso fliehen sie manchmal und stürmen nach vorne. Beeinflusst werden sie etwa von Offizieren, die sie zu aggressiverem Vorgehen zwingen. Außerdem gibt es Scharfschützen und später auch Soldaten in schweren Rüstungen, die selbst unter schwerem Beschuss standhalten.
Die Kameraden sind anfangs fest stationiert und schießen nur auf ankommende Feinde, doch lassen sich herumstehende Freiheitskämpfer allesamt rekrutieren. Limitiert wird die Menge der rekrutierbaren Soldaten durch Charismapunkte, die eine Art Gegenstück zu Erfahrungsstufen sind. Für das Erfüllen verschiedener Missionsziele, wobei fast alle im Spiel optional sind, gibt es Charismapunkte. Hat man eine gewisse Menge erreicht, erhält man einen weiteren Slot für einen Kameraden. So kann man anfangs niemanden kontrollieren, bald zwei Kämpfer und letzten Endes ein ganzes 12-Mann (und Frau) -Team. Diese werden mit nur den drei Befehlen „Folgen“, „Angreifen“ und „Verteidigen“ kontrolliert. Man kann durch Gedrückthalten dem ganzen Team einen Befehl geben oder ihn per Kimme und Korn präzisieren. So kann man ungefähr angeben, in welche Richtung Kameraden stürmen, wo sie ungefähr Stellung nehmen oder dass sie einfach folgen sollen. Man kann aber auch auf das Ziel genau sagen, welcher Soldat angegriffen oder welche Kiste als Deckung genommen werden soll. Egal welchen Befehl man gibt: Die Kameraden reagieren sehr intelligent und solange man ihnen nicht befiehlt mitten in eine Feindmasse, in MG-Feuer oder in die Sichtweite eines Scharfschützen zu stürmen ist ihre Überlebenschance relativ groß.
Interessant ist das Verhalten der Soldaten mit der Umgebung. Sie lehnen sich an Wände, klettern auf Kisten, Leitern und durch Fenster und springen sogar über Löcher, sie werfen sich bei Granaten in Deckung. Die Kameraden sterben allerdings nur sehr selten, da man sie fast immer mit einem Erste-Hilfe-Kasten wiederbeleben kann. Doch sind diese relativ stark beschränkt und somit gibt es manchmal keine Möglichkeit mehr, Kameraden wieder kampfbereit zu machen. Man selbst stirbt oft innerhalb weniger Sekunden, insofern ist die Verwendung von Deckung essentiell.

## Kampagnenaufbau
Eines der Hauptfeatures von Freedom Fighters ist der Aufbau der Kampagne. Das Spiel teilt sich in mehrere Kapitel, die eine feste chronologische Reihenfolge haben und die Story erzählen. Sie werden getrennt von Videos, doch innerhalb der Missionen ist das Spiel komplett auf die Aktionen des Spielers konzentriert, womit der Effekt des Guerilla-Kriegs verstärkt wird. Jedes dieser Kapitel setzt sich aus mehreren Bereichen zusammen, die sich beliebig über Kanaldeckel betreten und verlassen lassen. Ein Kapitel ist gewonnen wenn alle diese Bereiche erobert sind – ein Bereich ist erobert, wenn die Stars and Stripes über dem Hauptquartier des Feindes wehen, doch es gibt einen Grund für die Möglichkeit, sich frei zwischen den Gebieten zu bewegen: In jedem Gebiet gibt es optionale Ziele, wie die Zerstörung von Artilleriestellungen, Brücken, Hubschrauber-Landeplätzen und Ähnlichem, die Einfluss auf Nebenbereiche haben und außerdem die genannten Charismapunkte geben. Die Artillerie etwa schießt in den Nebenbereich, über die Brücken kommen regelmäßig Verstärkungen für den Feind und dank des Landeplatzes kommen ständig Hubschrauberpatrouillen. Zerstört man diese, sind die Nebenbereiche frei von derartigen Problemen und es wird einfacher ein Hauptquartier zu erobern. Andere Ziele sind noch etwa Befreiungen von Gefangenen und man kann auch Zivilisten für Charismapunkte und eventuell nützliche Informationen auf Kosten von Erste-Hilfe-Kästen verarzten. Wird ein Hauptquartier erobert, noch bevor alle optionalen Ziele im Bereich erfüllt sind, werden diese automatisch von anderen Kämpfern ausgeführt und die damit verbundenen Charismapunkte gehen verloren.

## Unterschiede der verschiedenen Fassungen
Es gibt drei Fassungen, wobei es inhaltlich nur einen wesentlichen Unterschied gibt, der die Konsolenversionen der PC-Fassung gegenüber etwas umfangreicher gestaltet. In der PC-Fassung fehlt der allgemein sehr positiv aufgenommene Mehrspielermodus, in dem Teams gegeneinander um Stellungen kämpfen müssen. Ansonsten sind die vier Fassungen, sogar im Speichersystem, identisch.

## Kommerzieller Erfolg und Zukunft von Freedom Fighters
Trotz überwiegend sehr hoher Wertungen in der Fachpresse blieb der kommerzielle Erfolg von Freedom Fighters aus. Dies führten die Entwickler auf das ironisch und satirisch angesiedelte Szenario zurück, welches für die Masse nicht geeignet sei. Im April 2004 kündigte Eidos einen Nachfolger des Spiels an (während der erste Teil von EA Games herausgegeben worden war), von Seiten des Entwicklerteams gab es allerdings nur eine Bestätigung dessen, dass ein neues Action-Spiel in Arbeit ist, welches das taktische Kampfsystem von Freedom Fighters übernimmt. 2006 stellte sich heraus, dass dieses in Kane & Lynch: Dead Men zu finden ist, das dieses mit einer Handlung verbindet, die größeren kommerziellen Erfolg verspricht. Damit ging man in Fankreisen davon aus, dass ein Nachfolger von Freedom Fighters, trotz offenem Ende im ersten Teil, ausbliebe. Ende 2007 gab ein Pressesprecher von IO Interactive bekannt, dass ein Sequel zu Freedom Fighters tatsächlich noch immer auf dem Entwicklungsplan des Teams stände – für welches System dieses erscheinen sollte, wurde dabei jedoch nicht bekannt gegeben.